# LDA Design
LDA Design (nach anderer Schreibweise: LD’A Design) ist ein italienisches Designstudio mit Sitz in Grugliasco bei Turin, das im Jahr 2000 von dem Industriedesigner Luciano D’Ambrosio gegründet wurde. LDA Design ist Dienstleister der Automobil- und Motorradbranche.

## Unternehmensgeschichte
Luciano D’Ambrosio arbeitete in den 1990er-Jahren als Designer bei Ford in Köln, bevor er zu Giorgio Giugiaros Unternehmen Italdesign wechselte. In den 1990er-Jahren war D’Ambrosio Chefdesigner bei Bertone, wo er unter Marc Deschamps arbeitete.
2000 gründete D’Ambrosio sein eigenes Studio LDA Design, das in Grugliasco ansässig ist. In der Aufbauphase seines Unternehmens war D’Ambrosio parallel für das von Honda finanzierte Mailänder Designstudio Segno Milano tätig, später gab es Überschneidungen mit einer Beschäftigung für Changans Designstudio in Turin, das D’Ambrosio ab 2005 aufgebaut hatte.
LDA ist als Berater tätig und entwickelt Designkonzepte für verschiedene Automobil- und Motorradhersteller. Der Betrieb übernimmt das Projektmanagement bei der Entwicklung von Karosserien und führt Marktanalysen durch. Auch Konstruktionsarbeiten sind im Angebot. Über Partnerbetriebe können Modelle und Prototypen hergestellt werden.

## Werk

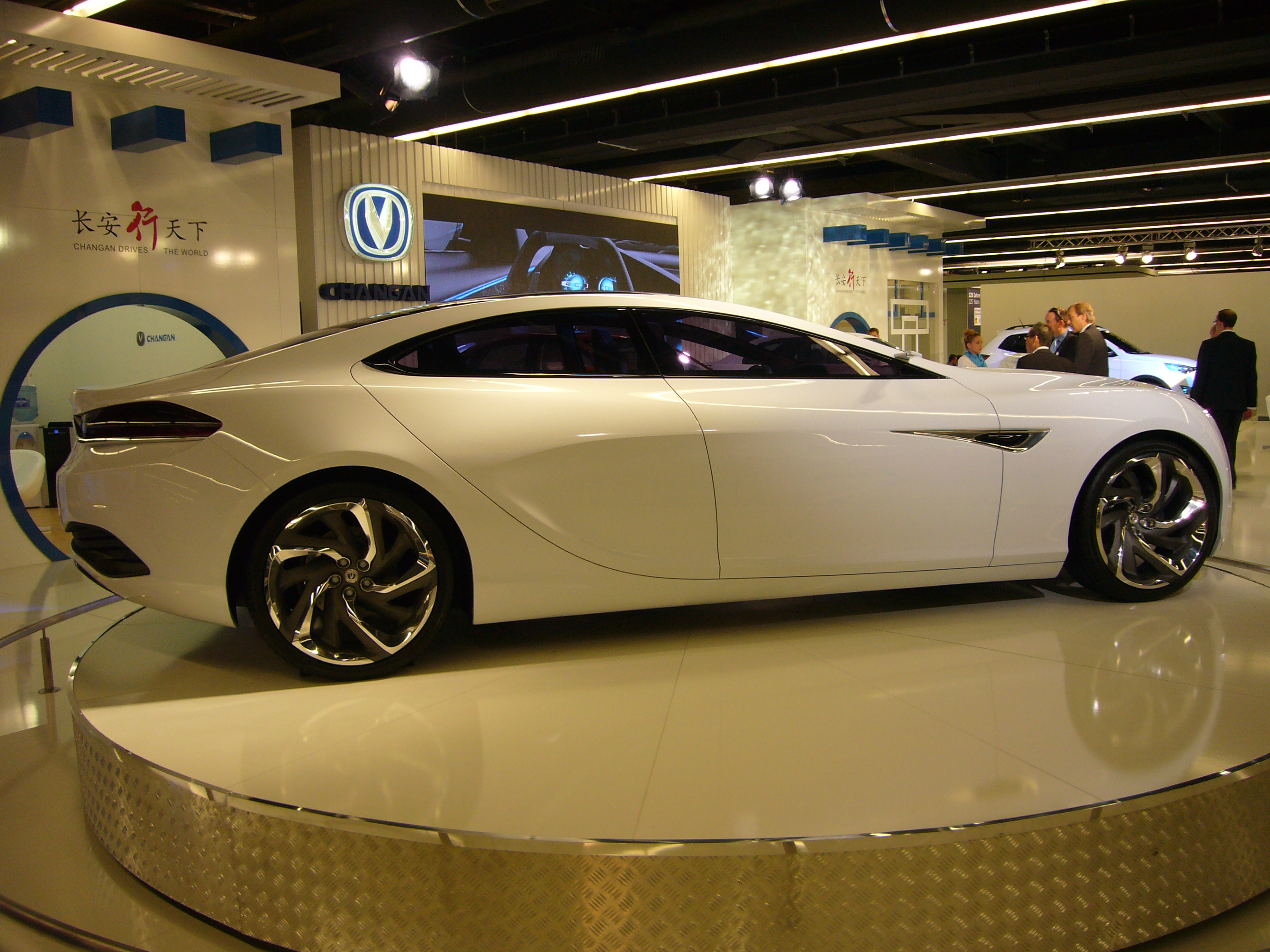
Changan Sense (2011)

Das erste öffentlich gezeigte Projekt von LDA Design war ein zusammen mit dem Schweizer Unternehmen Protoscar konstruierter Shooting Brake auf der Basis eines Porsche 911. Besondere Merkmale dieses auf dem Genfer Autosalon 2005 präsentierten Einzelstücks sind ein seitlich voll verkleideter Laderaum und eine nach hinten ausfahrbare Ladefläche.
Seit 2003 ist LDA vor allem für chinesische Automobilhersteller tätig. Vornehmlicher Auftraggeber ist das Unternehmen Changan, für das LDA Prototypen und Serienmodelle gestaltete. Dabei arbeitete LDA mit Changans Designstudio in Turin zusammen. Zu den Konzeptfahrzeugen, die LDA entwickelte, gehören beispielsweise das 2010 auf der Auto China gezeigte Changan C201, das Kompaktfahrzeug Changan Green-i. und die viertürige Hybrid-Limousine Changan Sense (2011). Serienmodelle mit einem von LDA entworfenen Aufbau sind unter anderem der Changan Alsvin von 2009 und der Changan CS35 von 2012.